# Campos (cratera)
Campos é uma cratera marciana. Tem como característica 8.1 quilômetros de diâmetro. Deve o seu nome a Campos dos Goytacazes, uma cidade do Brasil.